# Fußhollen

Topographische Karte von 1910

Fußhollen ist ein Ortsteil der Gemeinde Ruppichteroth im Rhein-Sieg-Kreis in Nordrhein-Westfalen. Bis zum 1. August 1969 war Fußhollen ein Ortsteil der damals eigenständigen Gemeinde Winterscheid.

## Lage
Fußhollen liegt auf dem Nutscheid in etwa 230 m ü. NHN. Nachbarorte sind Tanneck im Derenbachtal, Litterscheid und Winterscheider Mühle.

## Geschichte
1712 lebten hier 15 Haushalte mit 64 Seelen: Henrich Zimmermann, Wittwe Knecht, Adolph Klein, Henrich Fischer, Martinus Fischer, Henrich Fischer senior, Adolph Hoscheid, Sebastian Briel, Martin Griffroth, Wilem Weber, Volmar Schmit, Wilhelm Severing, Peter Schmit, Peter Hombücher und Bertram Becker.
1809 hatte der Ort 92 katholische Einwohner.
1809/1810 brach in Fußhollen der Typhus aus, der sich zu einer lokalen Epidemie entwickelte.
1843 wohnten hier 125 katholische Einwohner in 21 Häusern.
Die Volksschule Fußhollen wurde 1891 erbaut und wurde 1969 geschlossen. Das Gebäude wird jetzt privat genutzt.

## Veranstaltungen
Bis 2020 fand in Fußhollen jährlich ein Martinsmarkt mit Getränke- und Essensständen, sowie Zelten, in denen Dekorationen und ähnliches verkauft wurden. Dazu gehörte auch ein Martinszug mit Rollenspiel und anschließendem Martinsfeuer. Seit 2022 wird der Martinsmarkt im Nachbarort Winterscheid abgehalten und von den Pfadfindern der DPSG Winterscheid geleitet.

## Kapelle
1953 wurde ein Kapellenbauverein gegründet, der die Dreifaltigkeitskapelle errichtete. Dort wurde donnerstags die Messe abgehalten. Die kleine Glocke in der Kapelle stammt aus der niedergelegten Kapelle in Bechlingen.
2013 wurde neben die Kapelle noch ein Marienhäuschen erbaut, in welchem eine hölzerne Marienstatue untergebracht ist.